# 奥托·库姆

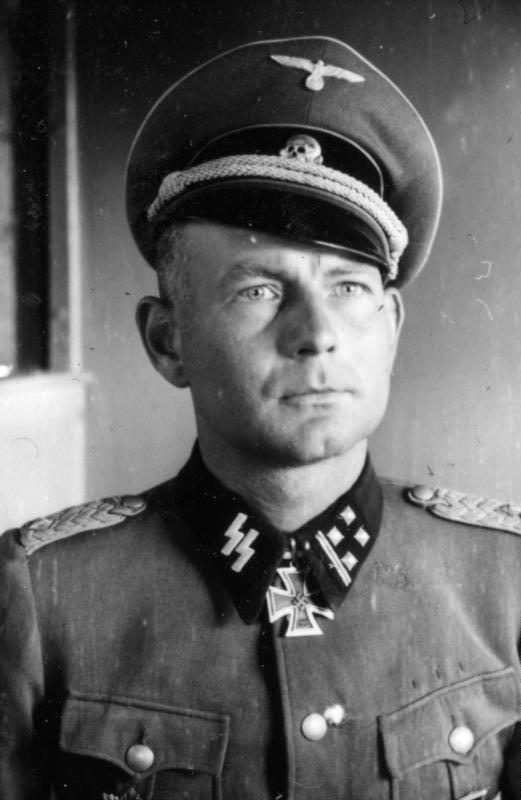
奥托·库姆

奥托·库姆（Otto Kumm，1909年10月1日—2004年3月23日）是一位纳粹德国党卫队高级军官，曾在第二次世界大战中后期指挥过两个武装党卫队师，曾获颁双剑橡叶饰騎士鐵十字勳章。战后的纽伦堡审判上，武装党卫队因参与实施战争罪与反人类罪而被定性为犯罪组织。战后，库姆参与了前武装党卫队老兵互助会的创建工作。库姆至少在1970年代依旧是一個狂热的纳粹分子。